# 若热·丰塞卡
若热·丰塞卡（葡萄牙語：Jorge Fonseca，1992年10月30日—），葡萄牙男子柔道運動員，他代表葡萄牙隊參加了日本舉行的2020年夏季奧林匹克運動會，並且在男子100公斤級比賽上獲得銅牌。